# Équipe de Bolivie des moins de 17 ans de football
Maillots
L'équipe de Bolivie des moins de 17 ans est une sélection de joueurs de moins de 17 ans au début des deux années de compétition placée sous la responsabilité de la Fédération de Bolivie de football. Elle a remporté une fois le Championnat des moins de 17 ans de la CONMEBOL et participa deux fois à la Coupe du monde de football des moins de 17 ans.

## Parcours en Championnat des moins de 17 ans de la CONMEBOL
- 1985 : 8e
- 1986 :  Vainqueur
- 1988 : 1er tour
- 1991 : 1er tour
- 1993 : 1er tour
- 1995 : 1er tour
- 1997 : 1er tour
- 1999 : 1er tour
- 2001 : 1er tour
- 2003 : 1er tour
- 2005 : 1er tour
- 2007 : 1er tour
- 2009 : 5e
- 2011 : 1er tour
- 2013 : 1er tour
- 2015 : 1er tour
- 2017 : 1er tour
- 2019 : 1er tour
- 2023 : 1er tour

## Parcours en Coupe du monde des moins de 17 ans
- 1985 : 1er tour
- 1987 : 1er tour
- 1989 : Non qualifiée
- 1991 : Non qualifiée
- 1993 : Non qualifiée
- 1995 : Non qualifiée
- 1997 : Non qualifiée
- 1999 : Non qualifiée
- 2001 : Non qualifiée
- 2003 : Non qualifiée
- 2005 : Non qualifiée
- 2007 : Non qualifiée
- 2009 : Non qualifiée
- 2011 : Non qualifiée
- 2013 : Non qualifiée
- 2015 : Non qualifiée
- 2017 : Non qualifiée
- 2019 : Non qualifiée
- 2023 : Non qualifiée

## Palmarès
- Championnat des moins de 17 ans de la CONMEBOL
  - Vainqueur en 1986

## Anciens joueurs
- / Ko Ishikawa
- Erwin Sánchez
- Eduardo Jiguchi
- Luis Héctor Cristaldo
- Marco Etcheverry
- Mauricio Ramos